# Voodoocult (album)
Voodoocult – drugi studyjny album niemieckiej supergrupy Voodoocult. Wydany został w czerwcu 1995 roku przez wytwórnie płytową Motor Music na płycie CD (527188-2), również jako podwójny LP na płytach winylowych (527188-1). Ponadto Voodoocult wydała w Japonii Victor Entertainment (VICP 5556).

## Lista utworów
Opracowano na podstawie materiału źródłowego.
1. Welcome To A New Season Of Deathwish - 03:19
2. King Of The Beautiful Cockroach - 04:12
3. The Stranger - 02:42
4. I Close My Eyes Before I Bleed To Death - 05:02 (również oddzielnie jako Promo CD)
5. When You Live As A Boy - 04:25 (również jako Singel)
6. Exorcized By A Kiss - 04:26
7. Cliffhanger On A Bloody Sunday - 05:10
8. Violenca - 04:44
9. Egomania - 04:46
10. Die Erotik Der Maschine - 04:24
11. Death Of A Kung Fu Fighter - 04:49 (Edycja europejska / jako bonus track na edycji japońska LP)
12. Electrified Scum - 3:38 (Bonus Track - tylko na wersji europejskiej LP)
13. Angry hearts & soldiers - 2:48 (Bonus Track - tylko na płycie winylowej / limit 1000 sztuk)
14. Coma in Cuba - 3:29 (Bonus Track - tylko na płycie winylowej / limit 1000 sztuk)

## Muzycy
Opracowano na podstawie materiału źródłowego.
- Phillip Boa - śpiew
- Dave Ball "Taif" - gitara basowa
- Gabby Abularach - gitara elektryczna (Cro-Mags)
- Jim Martin - gitara elektryczna
- Markus Freiwald - perkusja (Despair, Kreator)
- Moses Pellberg - sampler

## Szczegóły techniczne
Opracowano na podstawie materiału źródłowego.
- Produkcja: Tommy Newton & Phillip Boa
- Zarejestrowano: październik/listopad 1994 Ocean Studios, Burbank, Los Angeles
- Inżynieria dźwięku :Tommy Newton and Eric "S" Smith
- Mixy: listopad/grudzień 1994 roku w Tommy Newton's Bunkerloft, Hannover
- Mastering: Tommy Newton w "Sadie" Disk Editor oraz 3M Tapes
- Produkcja wokali: Temple Studios, Malta: David Vella
- Dodatkowe ślady gitar: Wolfgang "Schinkenwolf" Scheideler w DB, Haltern